# Herzkämper Erbstollen
Der Herzkämper Erbstollen ist ein ehemaliger Erbstollen im Ruhrgebiet. Der Stollen war auch unter den Namen Hertzkämper Erbstollen oder Herzkämper Stolln bekannt. Er befand sich in Hattingen-Oberelfringhausen / Sprockhövel-Herzkamp. Der Herzkämper Erbstollen war mit 3800 Metern einer der längsten Erbstollen im gesamten Ruhrrevier.

## Geschichte

### Die Anfänge
In der zweiten Hälfte des 18. Jahrhunderts benötigten die Gewerken der Bergwerke im Gebiet Sprockhövel einen weiteren Erbstollen, um ihre Grubenfelder zu lösen. Am 10. März des Jahres 1773 wurde die Erlaubnis zum Anlegen des Erbstollens erteilt. Durch den Stollen konnte ein Teufengewinn von 18 Lachtern gegenüber dem Christsieper Erbstollen erzielt werden. Der Stollen war für eine Auffahrungslänge von 1600 Meter geplant. Das Stollenmundloch wurde in der Elfringhauser Bauerschaft westlich vom Felderbach und etwas oberhalb des Bitters Mühlenbaches am Auerhof angelegt. Im Anschluss daran begann man mit der Auffahrung des Stollens. Der Stollen wurde aus dem Felderbachtal in östlicher Richtung aufgefahren. Der Stollen wurde mit einer Breite von 5/4 Lachtern und einer Höhe von 5/8 Lachtern ohne Ausbau erstellt. Die Auffahrung erfolgte manuell mit Schlägel und Eisen und Bohrern. Ein Hauer schaffte so pro Schicht zwischen drei und sechs Zentimeter an Auffahrung. Am 7. Oktober des Jahres 1774 wurde das Erbstollenrecht an Mathias Spennemann, genannt Diefhaus et Consorten, verliehen. Spennemann war Großgewerke und trat in dieser Sache als Vertreter der Sieper & Mühler Gruben auf.

### Die weitere Auffahrung
Um den Erbstollen bei der Auffahrung zu bewettern, wurden in einem Abstand von etwa 300 m  Lichtlöcher geteuft. Aufgrund der größeren Teufe waren die Lichtlöcher aufwendiger zu erstellen als zuvor beim Kreßsieper Erbstollen. Die Lichtlöcher dienten aber auch zur Förderung des hereingewonnenen Haufwerks. Die Förderung im Stollen erfolgte mittels Hunt. Die Hunte wurden von den Fördermännern vom Stollenort bis zum nächsten Lichtloch gefördert. Vom Stollenort bis zum Lichtloch benötigte der Fördermann im Schnitt 10 Minuten, zurück zum Stollenort benötigte er etwa neun Minuten. So schaffte es ein Fördermann, pro Schicht bis 80 Wagen zu fördern. Am Füllort wurde der Hunt entleert. Für diesen Stürzvorgang wurden etwa zwei Minuten benötigt. Anschließend wurde das Haufwerk in einen Förderkübel verladen und nach über Tage gefördert. Als Antriebe für die Fördereinrichtung diente jeweils ein Handhaspel. Am 13. Juli des Jahres 1784 wurde der Erbstollen durch den Leiter des märkischen Bergreviers, den Freiherrn vom Stein, befahren. Zu diesem Zeitpunkt war der Stollen 190 Lachter aufgefahren. Vom Stein äußerte sich löblich über die vorausschauende Planung des Stollens. In der Zeit von 1796 bis 1808 unterstand der Erbstollen der Aufsicht des Obersteigers Agat. In den Jahren bis 1820 wurde der Stollen weiter aufgefahren. Um die weitere Auffahrung zu beschleunigen wurde zwischen den Jahren 1818 und 1820 gleichzeitig an zwei Stellen gearbeitet. Im Jahr 1820 wurde das Lichtloch Nr. 12 geteuft. An der tiefsten Stelle wurde der Stollen etwa 80 Meter unter der Erdoberfläche aufgefahren.

### Betrieb des Stollens
Der Stollen diente zur Entwässerung mehrerer Zechen in der Herzkämper Mulde. Ab dem Jahr 1822 wurden die Flöze der Sieper & Mühler Gruben und die Zechen Glückauf und Buschbank durch den Stollen gelöst. Im Jahr 1824 wurde der Erbstollen Teil der Sieper & Mühler Gruben. Aufgrund der tieferen Lage des Erbstollens kam es bei der weiteren Auffahrung zu Problemen mit der Bewetterung. Im Jahr 1827 wurden vier Bergleute durch matte Wetter im Stollen getötet. Im Jahr 1841 erreichte der Stollen seine Endlänge von 3800 Metern. Der Herzkämper Erbstollen enterbte nach seiner Fertigstellung den Kreßsieper Erbstollen. Im Jahr 1860 wurde der Herzkämper Erbstollen seinerseits vom Dreckbänker Erbstollen enterbt.

## Heutiger Zustand
Von dem Erbstollen ist heute noch ein Teil des Stollenmundloches erhalten. Obwohl enterbt, fließt über den Herzkämper Erbstollen noch heute Grubenwasser ab. Das Wasser gelangt über den Felderbach in die Ruhr. Ein Lichtloch des Stollens ist heute Teil des Herzkämper-Mulde-Weges.
Das Lichtloch am Hof Fahrentrappe ist als Bodendenkmal eingetragen.